# Gümüşova (district)
Gümüşova is een Turks district in de provincie Düzce en telt 14.527 inwoners (2007). Het district heeft een oppervlakte van 188,7 km². Hoofdplaats is Gümüşova.
De bevolkingsontwikkeling van het district is weergegeven in onderstaande tabel.
| 1997   | 2000   | 2007   |
| ------ | ------ | ------ |
| 16.879 | 18.043 | 14.527 |